# Malmö OK
Malmö OK är en orienteringsklubb i Malmö. Klubben bildades 1967 som en utbrytning ur Malmö AI. Den har sin klubbstuga i Bulltoftaparken i Malmö.
År 1999 fanns tre orienteringsföreningar i Malmö – Malmö OK med omkring 100 aktiva medlemmar samt OK Syd och Heleneholms IF med omkring 20 aktiva medlemmar vardera. År 2000 slogs OK Syd och Malmö OK ihop, och år 2001 gick de flesta av Heleneholms IF:s orienterare över till det nya Malmö OK.